# Georg Henrik Calonius
Georg Henrik Willy Calonius, född 15 juni 1845 i Helsingfors, död där 27 januari 1897, var en finländsk jurist och ämbetsman.
Calonius, som var son till kanslisten vid generalguvernörens kansli Karl Wilhelm Calonius och Gustava Wilhelmina Wulff, blev student i Sankt Petersburg 1863, avlade domarexamen vid Helsingfors universitet 1866 och blev vicehäradshövding 1869. Han var hovrättsråd vid Viborgs hovrätt 1889–1890 och senatens prokurator från 1890 till sitt frånfälle.